# Taťana Fischerová
Taťana Fischerová (6. června 1947 Praha – 25. prosince 2019 Čerčany), známá převážně jako Táňa Fischerová, byla česká herečka, spisovatelka, moderátorka, politička a občanská aktivistka. Mezi lety 2008 a 2018 byla předsedkyní a lídryní Klíčového hnutí, založeného na principech sociální trojčlennosti rakouského filozofa a humanisty Rudolfa Steinera. V červnu 2002 byla na kandidátce US-DEU zvolena jako nezávislá poslankyně do Parlamentu ČR. Mandát jí skončil v červnu 2006. V historicky první přímé volbě v roce 2013 kandidovala na prezidentku České republiky.

## Život
Táňa Fischerová se narodila 6. června 1947 v Praze židovským rodičům. Otec Jan Fischer (Fišer) byl divadelní režisér, za války vězněný v Terezíně a Osvětimi. Matka byla baletkou a stejně tak jako její otec byla za války vězněná v Terezíně a Osvětimi. Táňa měla mladšího bratra Jana.

### Herečka a moderátorka

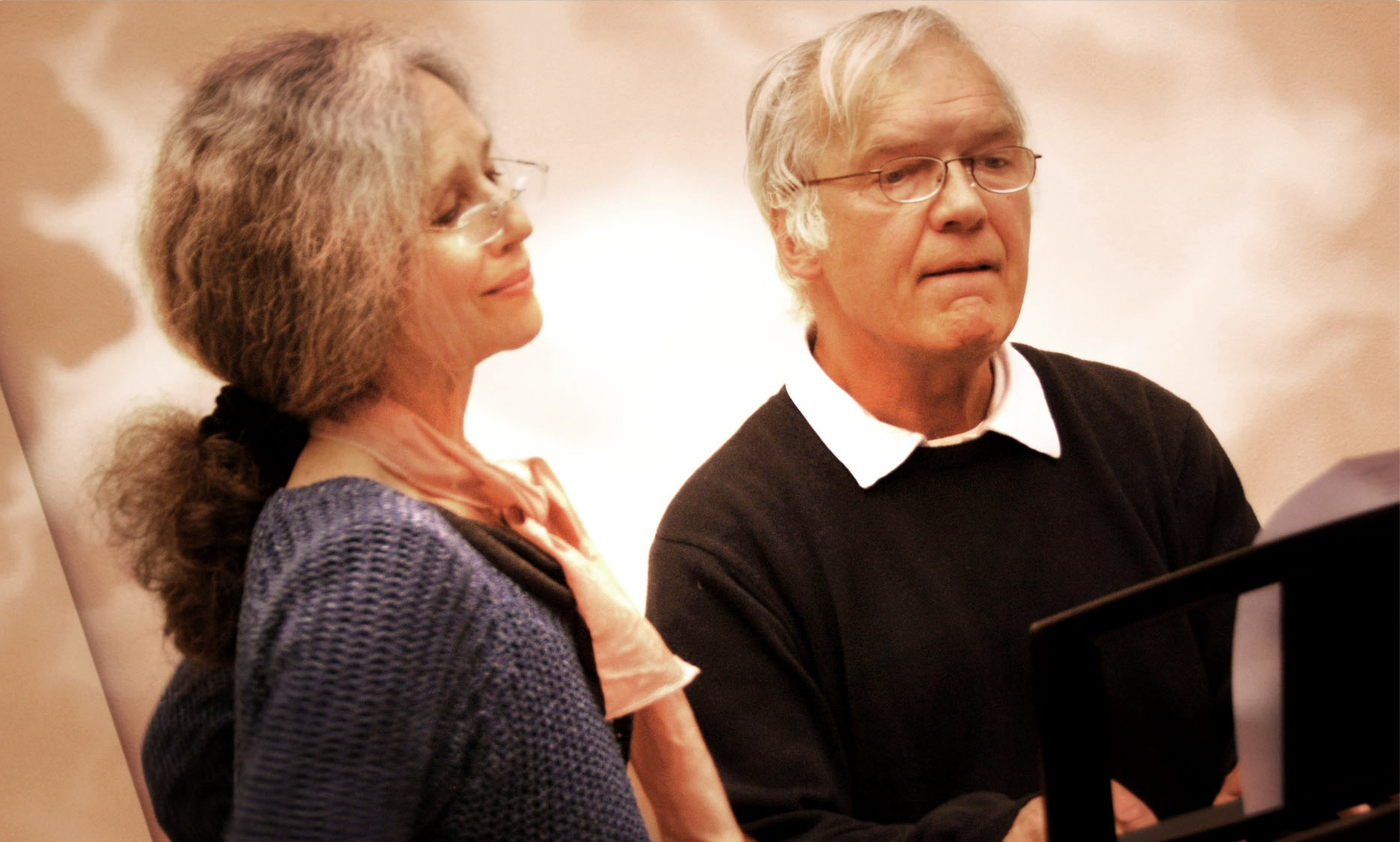
Táňa Fischerová spolu s Danielem Dobiášem při společném vystoupení v Jihlavě v jejich pořadu "Dekameron"

Na filmovém plátně se poprvé objevila pod režijním vedením Vladimíra Čecha v československém dramatu Kohout plaší smrt v roce 1961.
Studovala na Janáčkově akademii múzických umění v Brně, které však nedokončila. Po dvou letech studia nastoupila do pražského Činoherního klubu, kde působila šest sezón do roku 1973, kdy ji odtud z normalizačních důvodů vyhodili, respektive podobně jako dalším tehdejším hercům v souboru jí nebyla prodloužena smlouva. O tomto období prohlásila: „Činoherní klub a celá ta éra byla pro mě ztraceným divadelním rájem, který se už nikdy nevrátil.“ Po odchodu hostovala v různých divadlech, spolupracovala zejména s Janem Kačerem a Evaldem Schormem, točila filmy s Antonínem Mášou, Jaromilem Jirešem, Miloslavem Lutherem a Karlem Kachyňou.
Odešla do Divadla Jiřího Wolkera, kde strávila čtyři roky. Divadlo opustila po narození syna Kryštofa, jehož otcem byl Petr Skoumal. Poté působila na volné noze. Po dobu 70. a 80. let však byla prakticky vytěsněna z uměleckého života.
Hrála například společně s Petrem Čepkem ve filmu Hotel pro cizince (režie Antonín Máša, 1966), v komedii Prodloužený čas s Milošem Kopeckým (Jaromil Jireš, 1984), Hanele (Karel Kachyňa, 1999) i v televizních seriálech, jako např. Lékař umírajícího času či Konec velkých prázdnin.
Společně s Martou Kubišovou a Janem Kačerem řadu let moderovala televizní adventní koncerty, získávající nemalé prostředky na charitativní činnost. Po listopadu 1989 vystupovala rovněž v podvečerech v divadle Kolowrat, které pořádalo Masarykovo demokratické hnutí.

### Veřejné působení
Podepsala petici Několik vět. Poté působila jako občanská aktivistka a politička.
Ve volbách v roce 2002 byla zvolena do Poslanecké sněmovny (volební obvod Praha) jako nezávislá za stranu Unie svobody-DEU. Do sněmovny se dostala zásluhou velkého počtu preferenčních hlasů. Byla členkou Petičního výboru a Výboru pro vědu, vzdělání, kulturu, mládež a tělovýchovu. Ve sněmovně setrvala do voleb v roce 2006. Spolupředkládala neúspěšný návrh změny ústavy, který si kladl za cíl zavést volbu prezidenta přímo občany. Spolu s dalšími předkládala i zákon o registrovaném partnerství (a o změně některých souvisejících zákonů).

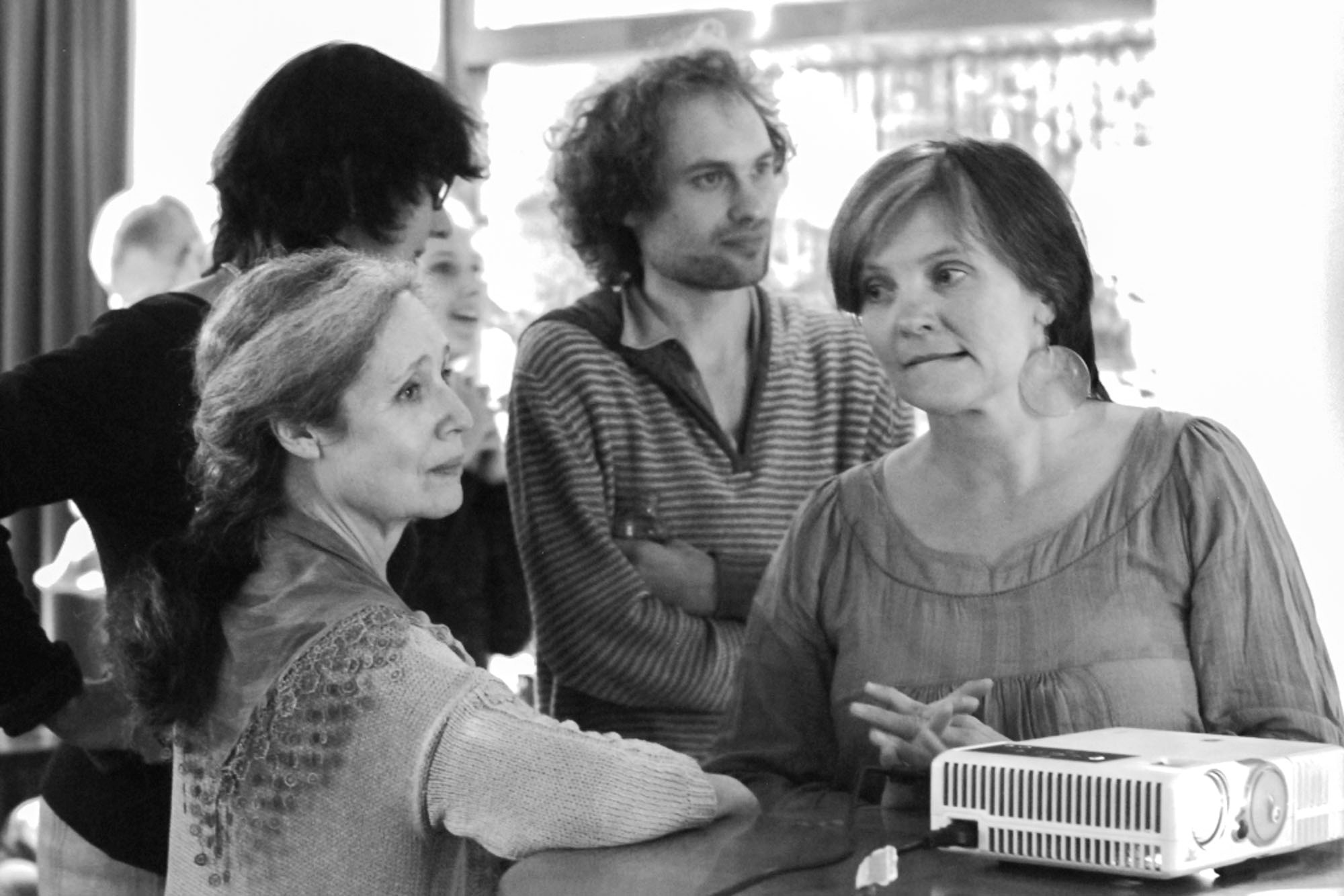
Táňa Fischerová se svým týmem z Klíčového hnutí sleduje výsledky hlasování v Parlamentních volbách

Měla vysokou účast při hlasování (přes 94 %) a též často vystupovala (na 27 z 55 schůzí sněmovny). Ve statistikách organizace Zelený kruh se umístila ve svém funkčním období jako nejlepší v tabulce hlasování pro ekologické zákony.
V senátních volbách roku 2006 kandidovala neúspěšně za Hnutí Zelení do Senátu Parlamentu ČR na Praze 2. Postoupila do druhého kola, ale v něm ji, stejně jako v kole prvním, porazila Daniela Filipiová. Ve volbách do Sněmovny 2010 stála v čele kandidátky Klíčového hnutí.
Taťana Fischerová se podílela na práci řady neziskových organizací, nadací a občanských sdružení. Byla členkou správní rady nadace Vize 97, členkou rady patronů přátel Hnutí DUHA (veřejně podpořila např. Velkou výzvu), čestnou předsedkyní občanského sdružení Remedium (pro duševní zdraví), prezidentkou ITI (české středisko mezinárodního divadelního institutu), členkou poradního sboru občanského sdružení pro integraci mentálně postižených Máme otevřeno?, patronkou domu Šance, členkou Amnesty International, čestnou předsedkyní Společnosti pro trvale udržitelný život (STUŽ), několikrát též podpořila činnost hnutí Arnika.
Vyslovila se proti umístění radaru v Brdech. Byla signatářkou Iniciativy pro kritiku reforem a na podporu alternativ (ProAlt). Publikovala komentáře a sloupky v Deníku Referendum.

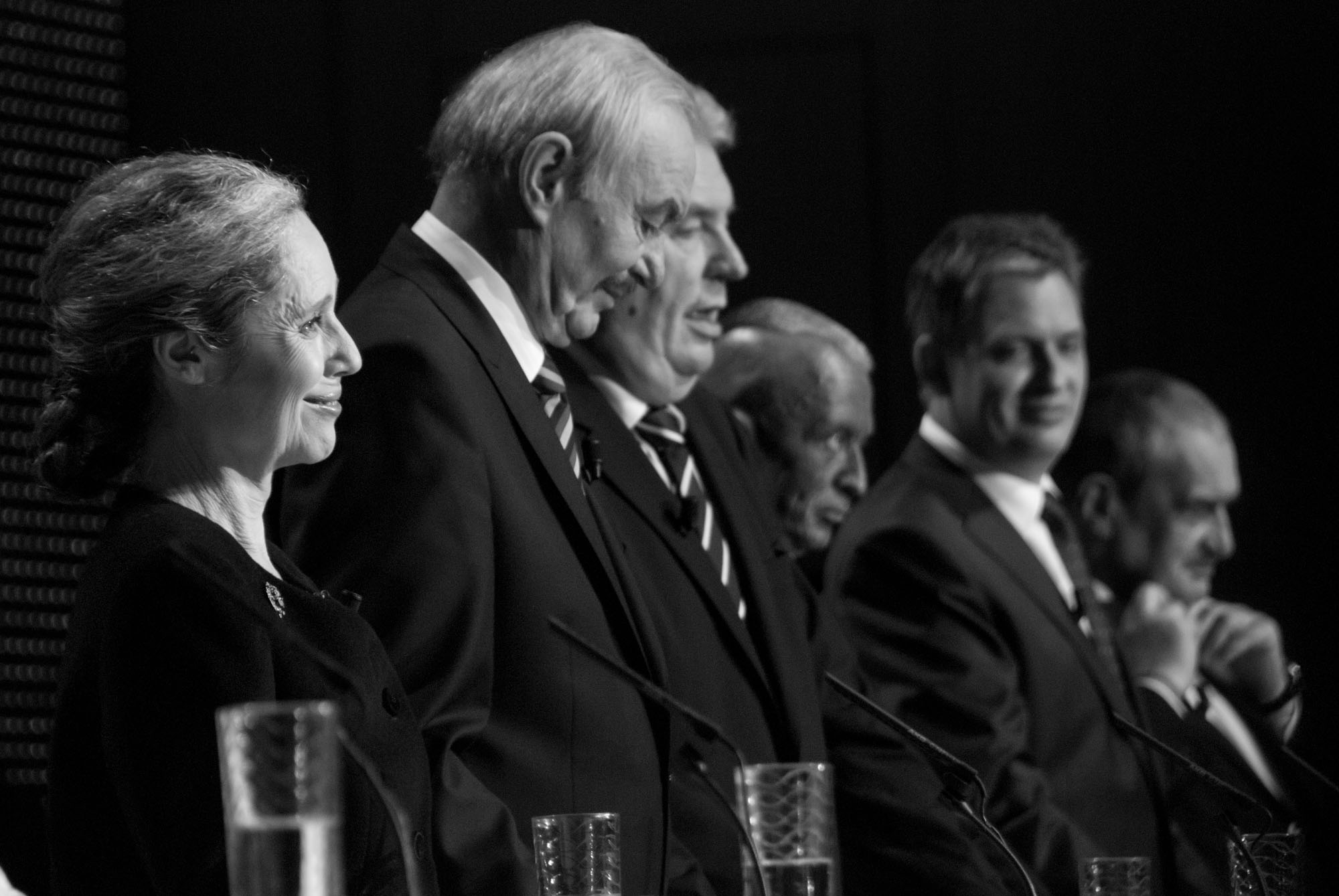
Superdebata prezidentských kandidátů

V červenci 2012 vyslyšela výzvy svých blízkých a rozhodla se kandidovat na prezidentku České republiky. Jejím navrhujícím občanem pro kandidaturu na prezidentku byl Robin Čumpelík. Sbírání podpisů hodlala nechat na svých příznivcích, do kampaně nechtěla investovat, respektive cíleně nesbírala finanční prostřednky na svou podporu. Podporu jí veřejně na svém blogu vyjádřil třeba lékař Jan Hnízdil. Na veřejných akcích na její podporu vystoupil např. Jan Konfršt, nebo také spisovatelka Bohumila Truhlářová. Nakonec se jí podařilo získat více než 72 000 podpisů a byla zaregistrována jako oficiální kandidátka na post prezidenta České republiky. V prezidentských volbách pak získala 3,23 % hlasů a nepostoupila do 2. kola.
Koncem března 2013 se stala předsedkyní Českého helsinského výboru a nahradila tak Annu Šabatovou, která v čele výboru působila pět let. Na podzim roku 2014 byla Radou postižených zvolena jejich místopředsedkyní, kdy ve volbě dostala 49 z 50 hlasů.[zdroj⁠?!]

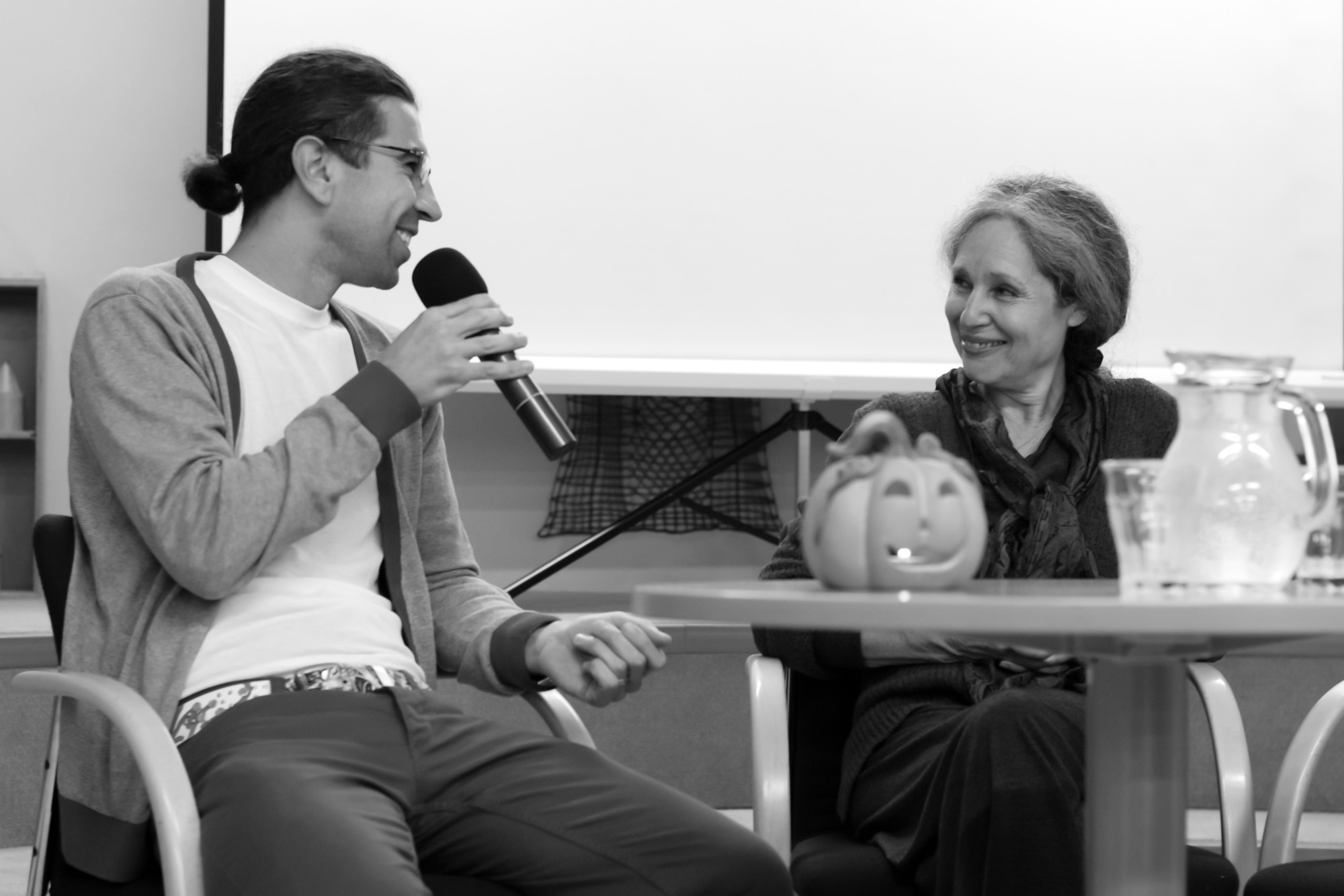
Táňa Fischerová na jedné z mnoha besed s občany, vlevo Robin Čumpelík

Byla odnaučená kuřačka, jedla velmi málo maso a celý život žila v Praze. Hlásila se ke křesťanství, nebyla však členkou žádné z denominací.
Hlásila se k antroposofii a od počátku v roce 2008 byla předsedkyní a lídryní Klíčového hnutí, založeného na principech sociální trojčlennosti rakouského filozofa a humanisty Rudolfa Steinera. Podpořila též iniciativu ProAlt.
Taťana Fischerová zemřela 25. prosince 2019 ve věku 72 let na následky onkologického onemocnění.

## Knihy
- FISCHEROVÁ, Táňa. Bílý den… a jiné příběhy. Vyd. 1. Praha: Troja, 1999, 119 s. ISBN 80-902428-2-0.
- FISCHEROVÁ, Táňa. Jeden čas seje, jeden plody sbírá. Vyd. 1. Ilustrace Ivan Svatoš. Praha: Svatošovo nakladatelství, 2002, 35 s. ISBN 80-238-9785-3. (kniha s CD, autorské ilustrace)[34]
- FISCHEROVÁ, Táňa. Lydiiny dveře. Ilustrace Lýdie Hladíková. Praha: Porozumění, 1994, 84 s. ISBN 80-238-1948-8.
- FISCHEROVÁ, Táňa a Daniela BRŮHOVÁ. Táňa Fischerová: nežít jen pro sebe. Vyd. 1. Praha: Portál, 2002, 133 p. ISBN 978-80-7178-654-2. (kniha rozhovorů)
- FISCHEROVÁ, Táňa a Radomil HRADIL. Láska nevládne, láska tvoří: hledání cest k proměně společnosti. Vyd. 1. Hranice: Fabula, 2012, 177 s. ISBN 978-80-87635-02-5.
- FISCHEROVÁ, Táňa, Ludvík PROCHÁZKA a Karel FUNK. Světliny 2: putování k polednám. Praha: Chvojkovo nakladatelství, 2006, 144 s. ISBN 80-86183-52-1.